# Vorwahl 08 (Deutschland)
Der Vorwahlbereich 08 umfasst als einer von acht geografischen Vorwahlbereichen in Deutschland die Ortsnetzkennzahlen für Gemeinden aus dem Raum Südliches Bayern und die kostenfreien Nummern mit 0800. Die Zentralvermittlungsstelle (ZVSt) für den Bereich befand sich in München.
Ortsnamen in Fettschrift bezeichnen die Standorte der ehemaligen Knotenvermittlungsstellen (KVSt).

## Freecall
- 0800 kostenfreie Nummer (Freecall)
- 0801 Reserve für kostenfreie Nummer

## 080 – Rosenheim und Umgebung
- 0802
  - 08020 Irschenberg: Ortsteil Reichersdorf; Weyarn
  - 08021 Gmund a.Tegernsee; Sachsenkam; Waakirchen; Warngau
  - 08022 Bad Wiessee, Gmund a.Tegernsee: Ortsteil Dürnbach; Rottach-Egern; Tegernsee
  - 08023 Bayrischzell
  - 08024 Holzkirchen; Otterfing; Valley
  - 08025 Irschenberg: Ortsteile Buchbichl, Niklasreuth und Radthal; Miesbach
  - 08026 Hausham, Schliersee
  - 08027 Dietramszell
  - 08028 Fischbachau
  - 08029 Kreuth
- 0803
  - 08031 Rosenheim; Großkarolinenfeld; Kolbermoor; Rohrdorf: Ortsteil Thansau; Stephanskirchen: Ortsteil Schloßberg
  - 08032 Frasdorf; Rohrdorf; Samerberg
  - 08033 Kiefersfelden; Oberaudorf
  - 08034 Brannenburg; Flintsbach a.Inn; Nußdorf a.Inn
  - 08035 Neubeuern; Raubling
  - 08036 Prutting; Riedering
  - 08038 Vogtareuth
  - 08039 Emmering; Griesstätt; Ramerberg; Rott a.Inn; Schechen
- 0804
  - 08041 Bad Tölz; Gaißach: Ortsteile Gaißach, Lehen, Lexen, Moosen, Mühle, Pfistern, Reut, Untergries, Wetzl, Wiedmoos; Greiling; Reichersbeuern; Wackersberg
  - 08042 Lenggries; Gaißach: Ortsteile Grundern, Kellern, Lus, Obergries, Oberreuth, Obersteinbach, Rain, Schalchern, Taxern, Untermberg, Unterreuth, Untersteinbach; Wackersberg: Ortsteile Arzbach, Blaika, Lain, Untermberg
  - 08043 Jachenau
  - 08045 Lenggries: Ortsteil Fall
  - 08046 Bad Heilbrunn
- 0805
  - 08051 Prien a.Chiemsee; Bernau a.Chiemsee; Frasdorf: Ortsteil Wildenwart; Rimsting
  - 08052 Aschau i.Chiemgau; Frasdorf
  - 08053 Bad Endorf
  - 08054 Breitbrunn a.Chiemsee; Gstadt a.Chiemsee; Chiemsee
  - 08055 Halfing; Höslwang; Schonstett; Söchtenau
  - 08056 Eggstätt
  - 08057 Sachrang
- 0806
  - 08061 Bad Aibling; Bruckmühl: Ortsteil Heufeld; Kolbermoor: Ortsteile Aiblinger Au und Pullach
  - 08062 Bruckmühl; Feldkirchen-Westerham: Ortsteil Vagen; Irschenberg
  - 08063 Feldkirchen-Westerham
  - 08064 Bad Feilnbach: Ortsteile Au bei Bad Aibling und Gottschalling; Irschenberg: Weiler Bernrain, Grub und Pfaffing
  - 08065 Tuntenhausen: Ortsteil Schönau
  - 08066 Bad Feilnbach
  - 08067 Tuntenhausen
- 0807
  - 08071 Wasserburg am Inn; Babensham; Edling; Eiselfing; Soyen
  - 08072 Haag i.OB; Kirchdorf
  - 08073 Gars a.Inn; Reichertsheim, Unterreit
  - 08074 Schnaitsee
  - 08075 Amerang
  - 08076 Albaching; Maitenbeth; Pfaffing; Rechtmehring
- 0808
  - 08081 Dorfen; Sankt Wolfgang: Ortsteil Armstorf
  - 08082 Obertaufkirchen; Rattenkirchen; Schwindegg
  - 08083 Isen; Lengdorf
  - 08084 Hohenpolding; Inning a.Holz; Kirchberg; Steinkirchen; Taufkirchen (Vils)
  - 08085 Sankt Wolfgang
  - 08086 Buchbach
- 0809
  - 08091 Kirchseeon; Moosach
  - 08092 Aßling; Ebersberg; Frauenneuharting; Grafing b.München
  - 08093 Baiern; Bruck; Glonn; Oberpframmern
  - 08094 Steinhöring
  - 08095 Aying; Egmating

## 081 – Umgebung von München
- 0810
  - 08102 Hohenbrunn; Höhenkirchen-Siegertsbrunn
  - 08104 Sauerlach
  - 08105 Gilching
  - 08106 Vaterstetten
- 0811 Hallbergmoos (bis 1973: München)
- 0812
  - 08121 Markt Schwaben; Poing
  - 08122 Erding
  - 08123 Moosinning
  - 08124 Forstern
- 0813
  - 08131 Dachau; Bergkirchen; Hebertshausen; Karlsfeld
  - 08133 Haimhausen
  - 08134 Odelzhausen
  - 08135 Sulzemoos
  - 08136 Markt Indersdorf
  - 08137 Petershausen
  - 08138 Schwabhausen
  - 08139 Röhrmoos
- 0814
  - 08141 Fürstenfeldbruck; Alling; Eichenau; Emmering; Maisach
  - 08142 Gröbenzell; Maisach: Ortsteil Gernlinden; Olching
  - 08143 Inning a.Ammersee
  - 08144 Grafrath; Kottgeisering
  - 08145 Mammendorf
  - 08146 Moorenweis
- 0815
  - 08151 Starnberg
  - 08152 Andechs; Herrsching a.Ammersee
  - 08153 Weßling; Wörthsee
  - 08157 Feldafing; Pöcking
  - 08158 Tutzing; Bernried am Starnberger See
- 0816
  - 08161 Freising
  - 08165 Neufahrn b.Freising
  - 08166 Allershausen
  - 08167 Zolling
  - 08168 Attenkirchen
  - 08169 früher: Hallbergmoos
- 0817
  - 08170 Straßlach-Dingharting
  - 08171 Wolfratshausen; Geretsried
  - 08176 Egling
  - 08177 Münsing
  - 08178 Icking; Schäftlarn
  - 08179 Eurasburg; Königsdorf
- 0819
  - 08191 Landsberg am Lech
  - 08192 Greifenberg; Schondorf am Ammersee
  - 08193 Geltendorf; Windach
  - 08194 Vilgertshofen
  - 08195 Weil
  - 08196 Pürgen

## 082 – Augsburg und Umgebung
- 0820
  - 08202 Althegnenberg
  - 08203 Großaitingen
  - 08204 Mickhausen
  - 08205 Dasing
  - 08206 Egling a.d.Paar; Prittriching
  - 08207 Affing
  - 08208 Eurasburg
- 0821 Augsburg; Friedberg; Gersthofen; Neusäß
- 0822
  - 08221 Günzburg
  - 08222 Burgau
  - 08223 Ichenhausen
  - 08224 Offingen
  - 08225 Jettingen-Scheppach
  - 08226 Bibertal
- 0823
  - 08230 Gablingen, Gersthofen: Stadtteile Batzenhofen, Edenbergen und Rettenbergen
  - 08231 Königsbrunn
  - 08232 Schwabmünchen
  - 08233 Kissing; Mering
  - 08234 Bobingen
  - 08236	Fischach
  - 08237	Aindling
  - 08238	Gessertshausen
  - 08239	Langenneufnach
- 0824
  - 08241	Buchloe
  - 08243	Fuchstal
  - 08245	Türkheim
  - 08246	Waal
  - 08247	Bad Wörishofen
  - 08248	Lamerdingen
  - 08249	Ettringen
- 0825
  - 08250	Hilgertshausen-Tandern
  - 08251	Aichach
  - 08252	Schrobenhausen
  - 08253	Pöttmes
  - 08254	Altomünster
  - 08257	Inchenhofen
  - 08258	Sielenbach
  - 08259	Schiltberg
- 0826
  - 08261 Mindelheim
  - 08262	Mittelneufnach
  - 08263	Breitenbrunn
  - 08265	Pfaffenhausen
  - 08266	Kirchheim i.Schw.
  - 08267	Dirlewang
  - 08268	Tussenhausen
  - 08269	Unteregg
- 0827
  - 08271	Meitingen
  - 08272	Wertingen
  - 08273	Nordendorf
  - 08274	Buttenwiesen
  - 08276	Thierhaupten
- 0828
  - 08281	Thannhausen
  - 08282	Krumbach (Schwaben)
  - 08283	Neuburg a.d.Kammel
  - 08284	Ziemetshausen
  - 08285	Burtenbach
- 0829
  - 08291	Zusmarshausen
  - 08292	Dinkelscherben
  - 08293	Welden
  - 08294	Horgau
  - 08295	Altenmünster
  - 08296	Villenbach

## 083 – Kempten (Allgäu) und Umgebung
- 0830
  - 08302	Görisried
  - 08303	Waltenhofen
  - 08304	Wildpoldsried
  - 08306 Ronsberg
- 0831 Kempten (Allgäu); Betzigau; Durach; Waltenhofen: Ortsteile Hegge und Lanzen
- 0832
  - 08320	Missen-Wilhams
  - 08321	Sonthofen; Blaichach; Burgberg i.Allgäu; Ofterschwang
  - 08322	Oberstdorf
  - 08323	Blaichach; Immenstadt i.Allgäu
  - 08324	Bad Hindelang
  - 08325	Oberstaufen: Ortsteil Thalkirchdorf
  - 08326	Bolsterlang; Fischen i.Allgäu; Obermaiselstein
  - 08327	Rettenberg
  - 08328	Balderschwang
- 0833
  - 08330	Legau
  - 08331 Memmingen; Benningen; Buxheim; Lachen; Memmingerberg; Trunkelsberg; Waltenhofen: Ortsteil Hegge; Woringen
  - 08332 Hawangen; Ottobeuren
  - 08333 Babenhausen; Egg a.d.Günz; Kettershausen; Kirchhaslach; Oberroth; Oberschönegg; Winterrieden
  - 08334 Bad Grönenbach; Wolfertschwenden
  - 08335 Boos; Fellheim; Heimertingen; Niederrieden; Pleß
  - 08336 Erkheim; Lauben; Westerheim; Sontheim
  - 08337 Altenstadt; Kellmünz a.d.Iller; Osterberg
  - 08338 Böhen
- 0834
  - 08340 Baisweil
  - 08341 Kaufbeuren; Biessenhofen; Germaringen: Ortsteil Germaringen; Irsee; Mauerstetten
  - 08342 Marktoberdorf
  - 08343 Aitrang; Ruderatshofen
  - 08344 Germaringen: Ortsteile Ketterschwang und Untergermaringen; Oberostendorf; Westendorf
  - 08345 Kaltental; Osterzell; Stöttwang
  - 08346 Pforzen; Rieden
  - 08347 Eggenthal; Friesenried
  - 08348 Bidingen
  - 08349 Stötten a.Auerberg
- 0836
  - 08361 Nesselwang; Oy-Mittelberg: Ortsteile Guggemoos und Maria Rain
  - 08362 Füssen; Rieden am Forggensee; Schwangau
  - 08363 Pfronten
  - 08364 Eisenberg; Hopferau; Lengenwang; Rückholz: Weiler Schwalten und Seeleuten; Seeg
  - 08365 Wertach
  - 08366 Oy-Mittelberg
  - 08367 Roßhaupten
  - 08368 Halblech
  - 08369 Rückholz
- 0837
  - 08370 Buchenberg: Ortsteile Masers und Wegscheidel
  - 08372 Günzach; Obergünzburg; Untrasried
  - 08373 Altusried
  - 08374 Dietmannsried; Haldenwang; Lauben
  - 08375 Weitnau
  - 08376 Oy-Mittelberg: Ortsteil Petersthal; Sulzberg
  - 08377 Kraftisried; Unterthingau
  - 08378 Buchenberg
  - 08379 Waltenhofen: Ortsteile: Martinszell im Allgäu, Niedersonthofen und Oberdorf bei Immenstadt
- 0838
  - 08380 Achberg; Lindau (Bodensee): Ortsteil Höhenreute
  - 08381 Lindenberg im Allgäu; Heimenkirch; Scheidegg
  - 08382 Bodolz; Lindau (Bodensee); Nonnenhorn; Sigmarszell: Ortsteil Bösenreutin; Wasserburg (Bodensee)
  - 08383 Gestratz; Grünenbach; Maierhöfen; Stiefenhofen
  - 08384 Gestratz: Weiler Unterschmitten; Röthenbach (Allgäu); Weiler-Simmerberg: Ortsteil Ellhofen
  - 08385 Hergatz; Opfenbach
  - 08386 Oberstaufen
  - 08387 Oberreute; Scheffau; Weiler-Simmerberg
  - 08388 Hergensweiler, Sigmarszell: Ortsteil Niederstaufen
  - 08389 Sigmarszell; Weißensberg
- 0839
  - 08392 Markt Rettenbach
  - 08393 Holzgünz; Ungerhausen
  - 08394 Kronburg; Lautrach
  - 08395 Aitrach: Ortsteil Mooshausen; Berkheim; Rot an der Rot; Tannheim

## 084 – Ingolstadt und Umgebung
- 0840
  - 08402	Münchsmünster
  - 08403	Pförring
  - 08404	Oberdolling
  - 08405	Stammham
  - 08406	Böhmfeld
  - 08407	Großmehring
- 0841	
  - Ingolstadt
  - Wettstetten
- 0842
  - 08421	Eichstätt
  - 08422	Dollnstein
  - 08423	Titting
  - 08424	Ingolstadt: Stadtteil Irgertsheim; Nassenfels
  - 08426	Walting
  - 08427	Wellheim
- 0843
  - 08431	Neuburg a.d.Donau
  - 08432	Burgheim
  - 08433	Königsmoos
  - 08434	Rennertshofen
  - 08435 Ehekirchen; Oberhausen: Ortsteil Sinning
- 0844
  - 08441	Pfaffenhofen a.d.Ilm
  - 08442	Wolnzach
  - 08443	Hohenwart; Pfaffenhofen a.d.Ilm: Ortsteil Tegernbach
  - 08444	Schweitenkirchen
  - 08445	Gerolsbach
  - 08446	Pörnbach
- 0845
  - 08450	Ingolstadt: Stadtteile Hagau, Oberbrunnenreuth, Spitalhof, Unterbrunnenreuth, Winden und Zuchering
  - 08452	Geisenfeld
  - 08453	Reichertshofen
  - 08454	Karlshuld
  - 08456	Kösching; Lenting
  - 08457	Vohburg a.d.Donau
  - 08458	Gaimersheim; Ingolstadt: Stadtteile Dünzlau, Mühlhausen und Pettenhofen
  - 08459	Manching
- 0846
  - 08460	Berching: Stadtteil Holnstein
  - 08461	Beilngries
  - 08462	Berching
  - 08463	Greding, Thalmässing: Kleinhöbing, Beilngries: Litterzhofen
  - 08464	Dietfurt a.d.Altmühl
  - 08465	Kipfenberg
  - 08466	Denkendorf
  - 08467	Kinding
  - 08468	Altmannstein: Ortsteile Breitenhill, Megmannsdorf, Neuses, Pondorf, Thannhausen und Winden
  - 08469	Freystadt: Ortsteile: Burggriesbach, Großberghausen, Höfen, Jettenhofen, Kleinberghausen, Lauterbach, Obernricht und Schmellnricht Greding: Ortsteile: Obermässing, Viehhausen, Hofberg, Österberg und Viehhausen

## 085 – Passau und Umgebung
- 0850
  - 08501	Thyrnau
  - 08502	Fürstenzell
  - 08503	Neuhaus a.Inn
  - 08504	Tittling
  - 08505	Hutthurm
  - 08506	Bad Höhenstadt
  - 08507	Neuburg a.Inn
  - 08509	Ruderting
- 0851	Passau
- 0853
  - 08531	Pocking; Bad Füssing
  - 08532	Bad Griesbach i.Rottal
  - 08533	Kirchham; Rotthalmünster
  - 08534	Tettenweis
  - 08535	Haarbach
  - 08536	Kößlarn
  - 08537	Aigen a.Inn
  - 08538	Pocking: Stadtteil Hartkirchen
- 0854
  - 08541	Vilshofen an der Donau
  - 08542	Ortenburg
  - 08543	Vilshofen an der Donau: Ortsteile Aunkirchen und Schönerting
  - 08544	Eging a.See
  - 08545	Hofkirchen
  - 08546	Windorf: Ortsteil Otterskirchen
  - 08547	Osterhofen: Ortsteile Galgweis, Gergweis und Willing
  - 08548	Vilshofen an der Donau: Ortsteile Sandbach und Seestetten (alle Ortsteile der Stadt Vilshofen an der Donau)
  - 08549	Vilshofen an der Donau: Ortsteile Alkofen und Pleinting
- 0855
  - 08550	Philippsreut
  - 08551	Freyung
  - 08552	Grafenau
  - 08553	Spiegelau
  - 08554	Schönberg
  - 08555	Perlesreut
  - 08556	Haidmühle
  - 08557	Mauth
  - 08558	Hohenau
- 0856
  - 08561	Pfarrkirchen; Dietersburg: Ortsteile Minihof und Stelzenberg
  - 08562	Triftern
  - 08563	Bad Birnbach
  - 08564	Dietersburg; Johanniskirchen
  - 08565	Dietersburg: Ortsteile Baumgarten und Peterskirchen
- 0857
  - 08571	Simbach a.Inn
  - 08572	Tann
  - 08573	Ering
  - 08574	Wittibreut
- 0858
  - 08581	Waldkirchen
  - 08582	Röhrnbach
  - 08583	Neureichenau
  - 08584	Breitenberg
  - 08585	Grainet
  - 08586	Hauzenberg
- 0859
  - 08591	Obernzell
  - 08592	Wegscheid
  - 08593	Untergriesbach

## 086 – Traunstein und Umgebung
- 0861 Traunstein
- 0862
  - 08621 Trostberg
  - 08622 Tacherting
  - 08623 Kirchweidach
  - 08624 Obing
  - 08628 Kienberg
  - 08629 Palling
- 0863
  - 08630 Kraiburg a.Inn; Polling: Ortsteile Franking und Klugham
  - 08631 Mühldorf a.Inn; Polling: Ortsteile Annabrunn und Oberflossing; Töging a.Inn
  - 08633 Polling; Teising; Tüßling
  - 08634 Garching a.d.Alz; Unterneukirchen
  - 08635 Pleiskirchen
  - 08636 Ampfing
  - 08637 Lohkirchen
  - 08638 Polling: Ortsteile Heisting und Obermoosham; Waldkraiburg
  - 08639 Neumarkt-Sankt Veit
- 0864
  - 08640	Reit im Winkl
  - 08641	Grassau
  - 08642	Übersee
  - 08649	Schleching
- 0865
  - 08650 Marktschellenberg
  - 08651 Bad Reichenhall, Piding
  - 08652 Berchtesgaden, Bischofswiesen
  - 08654 Freilassing
  - 08656 Anger
  - 08657 Ramsau b.Berchtesgaden
- 0866
  - 08661 Grabenstätt
  - 08662 Bergen, Siegsdorf
  - 08663	Ruhpolding
  - 08664 Chieming
  - 08665	Inzell
  - 08666 Teisendorf
  - 08667 Seeon-Seebruck
  - 08669 Traunreut
- 0867
  - 08670	Reischach
  - 08671	Altötting, Neuötting
  - 08677 Burghausen, Mehring
  - 08678 Marktl
  - 08679 Burgkirchen a.d.Alz, Emmerting
- 0868
  - 08681 Waging a.See; Taching a.See
  - 08682 Laufen
  - 08683	Tittmoning
  - 08684	Fridolfing
  - 08685	Kirchanschöring
  - 08686	Petting
  - 08687	Taching a.See: Ortsteil Tengling

## 087 – Landshut und Umgebung
- 0870
  - 08702 Wörth an der Isar
  - 08703 Essenbach
  - 08704 Altdorf: Ortsteil Pfettrach; Weihmichl
  - 08705 Altfraunhofen
  - 08706 Vilsheim
  - 08707 Adlkofen
  - 08708 Unterneuhausen (Ortsteil der Gemeinde Weihmichl)
  - 08709 Eching; Buch am Erlbach; Tiefenbach
- 0871  Landshut; Altdorf; Ergolding; Kumhausen
- 0872
  - 08721 Eggenfelden
  - 08722 Gangkofen
  - 08723 Arnstorf
  - 08724 Massing
  - 08725 Wurmannsquick
  - 08726 Dietersburg: Ortsteil Nöham; Schönau
  - 08727 Falkenberg
  - 08728 Geratskirchen
- 0873
  - 08731 Dingolfing
  - 08732 Frontenhausen
  - 08733 Mengkofen
  - 08734 Reisbach
  - 08735 Gangkofen-Kollbach
- 0874
  - 08741 Vilsbiburg
  - 08742 Velden
  - 08743 Geisenhausen
  - 08744 Gerzen
  - 08745 Bodenkirchen
- 0875
  - 08751 Mainburg
  - 08752 Au in der Hallertau
  - 08753 Elsendorf
  - 08754 Volkenschwand
  - 08756 Nandlstadt
- 0876
  - 08761 Moosburg a.d.Isar; Langenbach; Wang
  - 08762 Wartenberg; Langenpreising; Berglern
  - 08764 Mauern; Hörgertshausen
  - 08765 Bruckberg
  - 08766 Gammelsdorf
- 0877
  - 08771 Ergoldsbach
  - 08772 Mallersdorf-Pfaffenberg
  - 08773 Neufahrn i. NB
  - 08774 Bayerbach b.Ergoldsbach
- 0878
  - 08781 Rottenburg a.d.Laaber
  - 08782 Pfeffenhausen
  - 08783 Rohr i.NB
  - 08784 Hohenthann
  - 08785 Rottenburg a.d.Laaber: Ortsteil Oberroning

## 088 – Weilheim in Oberbayern und Umgebung
- 0880
  - 08801 Königsdorf; Seeshaupt
  - 08802 Eberfing; Huglfing; Oberhausen
  - 08803 Peißenberg
  - 08805 Hohenpeißenberg
  - 08806 Utting am Ammersee
  - 08807 Dießen am Ammersee
  - 08808 Pähl
  - 08809 Wessobrunn
- 0881 Weilheim in Oberbayern; Wielenbach
- 0882
  - 08821 Garmisch-Partenkirchen; Farchant; Grainau
  - 08822 Oberammergau
  - 08823 Mittenwald
  - 08824 Oberau
  - 08825 Krün
- 0884
  - 08841 Murnau a.Staffelsee
  - 08845 Bad Kohlgrub
  - 08846 Uffing am Staffelsee
  - 08847 Obersöchering
- 0885
  - 08851 Kochel a.See
  - 08856 Penzberg
  - 08857 Benediktbeuern
  - 08858 Kochel a.See: Ortsteil Walchensee
- 0886
  - 08860 Bernbeuren
  - 08861 Schongau; Peiting
  - 08862 Lechbruck am See; Prem; Steingaden
  - 08867 Rottenbuch
  - 08868 Schwabsoien
  - 08869 Kinsau

## 089 – München (nebst Ballungsraum)
- 089 München; Aschheim; Baierbrunn; Eching: Siedlungen Am Geflügelhof, Gut Hollern und Gut Neuhof sowie Ortsteil Dietersheim; Feldkirchen; Garching b.München; Gauting; Gräfelfing; Grasbrunn; Grünwald; Haar; Hohenbrunn: Ortsteil Riemerling; Ismaning; Kirchheim b.München; Krailling; Neubiberg; Neuried; Oberhaching; Oberschleißheim; Ottobrunn; Planegg; Pullach i.Isartal; Putzbrunn; Taufkirchen, Unterföhring; Unterhaching; Unterschleißheim; Vaterstetten: Ortsteile Neufarn und Weißenfeld; Flughafen München

Rufnummern im Vorwahlbereich München (089) waren bis zur Aufhebung des Telekom-Monopols im Jahr 1998 durch die ersten zwei bis drei Anfangsziffern weiter geographisch den Stadtteilen bzw. am Ortsnetz angeschlossenen Vorortgemeinden zugeordnet. Dies war ursprünglich technisch bedingt, da durch unterschiedliche Anfangsziffern eine Verkehrsausscheidung zu verschiedenen Vermittlungsstellen im Stadtgebiet erfolgte. Seit 1998 können Rufnummern im digitalen Netz beim Umzug auch in andere Stadtteile mitgenommen werden; weiterhin gibt es viele Wettbewerbsanbieter (z. B. ARCOR, Hansenet oder M-Net), welche keine Rufnummern aus allen Ziffernbereichen zur Verfügung haben, so dass dieses System mittlerweile stark aufgeweicht ist. Die Deutsche Telekom vergibt Nummern häufig noch nach dem bisherigen System, allerdings wird immer öfter davon abgewichen, insbesondere bei Anlagenanschlüssen.
Rufnummern in München sind zwischen 6 und 8 Stellen lang, wobei 6- und 7-stellige Nummern nicht mehr neu vergeben werden. Bis 1988 existierten auch noch 5-stellige Rufnummern, welche durch die Deutsche Bundespost dann geändert oder in Anlagenanschlüsse mit Durchwahlblock umgewandelt wurden.
- 1
  - 10 größtenteils nicht in Verwendung, sonst Nymphenburg
  - 11 Notrufnummern
  - 12, 18 östliches Neuhausen, südwestliches Schwabing-West
  - 13, 16 Rotkreuzplatz
  - 14 Moosach
  - 15 Gern, Ebenau
    - 150, 158 Fasanerie, Ludwigsfeld

  - 17 Nymphenburg
  - 19 ehemals bundeseinheitliche Rufnummern und die Notrufnummer 19222
- 2
  - 20 östliche Isarvorstadt
  - 21, 22 nördliche und östliche Altstadt, Lehel
    - 2180 Ludwig-Maximilians-Universität München

  - 23 Altstadt, Lehel, westliche Isarvorstadt
    - 233 Stadtverwaltung München
    - 234 Infineon

  - 24 Altstadt, Lehel, Isarvorstadt, östliche Maxvorstadt, nordwestliche Maxvorstadt, südöstliches Schwabing-West
  - 25 Altstadt, Lehel, westliche Isarvorstadt
  - 26 südwestliche Altstadt, westliche Isarvorstadt
  - 27 nordwestliche Maxvorstadt, südöstliches Schwabing-West
  - 28 östliche Maxvorstadt
    - 289 Technische Universität München

  - 29 nördliche und östliche Altstadt, Lehel
- 3
  - 30 nördliches Schwabing-West
  - 31
    - 310 Unterschleißheim
    - 311 Am Hart, Kieferngarten, Neuherberg
    - 312–314 Hasenbergl, Feldmoching
    - 315 Oberschleißheim
    - 316, 318 Am Hart, Kieferngarten, Neuherberg
    - 317 Unterschleißheim
    - 319 Eching südlich der A92 und westlich der A9

  - 32
    - 320 Garching, Dietersheim
    - 321 Unterschleißheim
    - 322–325 Freimann, Studentenstadt
    - 326, 329 Garching, Dietersheim
    - 327 Eching südlich der A92 und westlich der A9
    - 328 derzeit nicht in Verwendung

  - 33, 34 Münchner Freiheit, Chinesischer Turm, Tucherpark
  - 35 südliches und östliches Milbertshofen
    - 351, 354, 357 nordwestliches Milbertshofen, Olympisches Dorf, Lerchenau

  - 36 Parzivalplatz, Biederstein, Alte Heide
  - 37
    - 370 Hasenbergl, Feldmoching, Am Hart, Kieferngarten, Neuherberg, Eching südlich der A92 und westlich der A9, Unterschleißheim
    - 371, 377 Am Hart, Kieferngarten, Neuherberg
    - 372, 373 derzeit nicht in Verwendung
    - 374 Unterschleißheim
    - 375 Oberschleißheim
    - 376 derzeit nicht in Verwendung
    - 378 HypoVereinsbank
    - 379 Eching südlich der A92 und westlich der A9

  - 38, 39 Münchner Freiheit, Chinesischer Turm, Tucherpark
    - 382 BMW
- 4
  - 40 nördliches Ramersdorf
  - 41 Max-Weber-Platz, Prinzregentenplatz, Vogelweideplatz
  - 42 Trudering, Am Moosfeld
  - 43 Berg am Laim
    - 430, 437, 439 Waldtrudering, Gronsdorf, Salmdorf

  - 44 Haidhausen
  - 45
    - 450 nördliches Ramersdorf
    - 451 Trudering, Am Moosfeld
    - 452 nördliches Ramersdorf
    - 453 Waldtrudering, Gronsdorf, Salmdorf
    - 454 Berg am Laim
    - 455 Max-Weber-Platz, Prinzregentenplatz, Vogelweideplatz
    - 456 Haar, Ottendichl, Keferloh, Neukeferloh, Grasbrunn, Putzbrunn, Solalinden
    - 457 Max-Weber-Platz, Prinzregentenplatz, Vogelweideplatz
    - 458, 459 Haidhausen

  - 46 Haar, Ottendichl, Keferloh, Neukeferloh, Grasbrunn, Putzbrunn, Solalinden
  - 47 Max-Weber-Platz, Prinzregentenplatz, Vogelweideplatz
  - 48 Haidhausen
  - 49 nördliches Ramersdorf
- 5
  - 50 Schwanthalerhöhe, Westend
  - 51 Ludwigsvorstadt
    - 510, 518, 519 Schwanthalerhöhe, Westend
    - 511, 512 Maxvorstadt südlich vom Stiglmaierplatz, Hauptbahnhof, Stachus, Sendlinger Tor

  - 52 Maxvorstadt nördlich vom Stiglmaierplatz
  - 53 Ludwigsvorstadt
  - 54 bis Anfang der 90er-Jahre Reserve, danach aufgeteilt
    - 540 Schwanthalerhöhe, Westend
    - 541 derzeit nicht in Verwendung
    - 542 Maxvorstadt nördlich vom Stiglmaierplatz
    - 543, 544 Ludwigsvorstadt
    - 545 Maxvorstadt südlich vom Stiglmaierplatz, Hauptbahnhof, Stachus, Sendlinger Tor
    - 546 Laim
    - 547 Friedenheim
    - 548, 549 Maxvorstadt südlich vom Stiglmaierplatz, Hauptbahnhof, Stachus, Sendlinger Tor

  - 55, 59 Maxvorstadt südlich vom Stiglmaierplatz, Hauptbahnhof, Stachus, Sendlinger Tor
  - 56, 58 Laim
  - 57 Friedenheim
- 6
  - 60 Neubiberg, Waldperlach, Putzbrunn-Waldkolonie, Oedenstockach, Ottobrunn östlich der Bahn, Riemerling östlich der Bahn
    - 607 EADS
    - 608, 609 Ottobrunn westlich der Bahn, Riemerling westlich der Bahn, Taufkirchen östlich der A8

  - 61 Unterhaching
    - 612, 614 Taufkirchen
    - 613 Oberhaching

  - 62 Au, Untergiesing, Siebenbrunn
    - 620 Obergiesing
    - 625 Au, Untergiesing, Siebenbrunn, Neuperlach, Perlach, Unterbiberg, Unterhaching, Taufkirchen, Oberhaching, Harlaching, Obergiesing, Stadelheim, Neuharlaching, Siedlung am Perlacher Forst
    - 626 derzeit nicht in Verwendung
    - 627 Neuperlach, Perlach, Unterbiberg
    - 628 Oberhaching
    - 629 Ottobrunn westlich der Bahn, Riemerling westlich der Bahn, Taufkirchen östlich der A8

  - 63 Neuperlach, Perlach, Unterbiberg
    - 631, 633, 639 derzeit nicht in Verwendung
    - 636 Siemens (Standorte Perlach, St.-Martin-Str., Wittelsbacherplatz und diverse Kleinere) sowie Epcos

  - 64 Harlaching
    - 641, 649 Grünwald

  - 65, 66 Au, Untergiesing, Siebenbrunn
    - 660 Neubiberg, Waldperlach, Putzbrunn-Waldkolonie, Oedenstockach, Ottobrunn östlich der Bahn, Riemerling östlich der Bahn
    - 665 Unterhaching
    - 666 Taufkirchen, Oberhaching
    - 667 derzeit nicht in Verwendung

  - 67 Neuperlach, Perlach, Unterbiberg
  - 68 südliches Ramersdorf, Fasangarten
  - 69 Obergiesing
    - 690, 693, 699 Stadelheim, Neuharlaching, Siedlung am Perlacher Forst
- 7
  - 70 Blumenau, westliches Neuhadern, westliches Großhadern
  - 71 östliches Großhadern, östliches Neuhadern, westliches Sendling-Westpark
  - 72 Sendling, Schlachthof
    - 722 Siemens (diverse Standorte sowie v. a. virtuelle Rufnummern)
    - 723, 724 Thalkirchen, Obersendling östlich der Bahn
    - 727 Solln, Großhesselohe
    - 728 derzeit nicht in Verwendung

  - 73 derzeit nicht in Verwendung
  - 74 bis Mitte der 90er-Jahre Reserve, danach aufgeteilt
    - 740 Blumenau, westliches Neuhadern, westliches Großhadern
    - 741 östliches Großhadern, östliches Neuhadern, westliches Sendling-Westpark
    - 742 Thalkirchen, Obersendling östlich der Bahn
    - 743 östliches Sendling-Westpark
    - 744 Pullach, Höllriegelskreuth, Baierbrunn
    - 745 Fürstenried, Forstenried, Neuried
    - 746, 747 Sendling, Schlachthof
    - 748 Obersendling
    - 749 Solln, Großhesselohe

  - 75 Fürstenried, Forstenried, Neuried
  - 76 Sendling, Schlachthof
    - 760, 769 östliches Sendling-Westpark

  - 77 Sendling, Schlachthof
  - 78 Obersendling
  - 79 Solln, Großhesselohe
    - 793 Pullach, Höllriegelskreuth, Baierbrunn
- 8
  - 80 Puchheim
  - 81 Obermenzing
    - 812, 813, 818 Allach-Untermenzing
    - 815, 816, 817, 819 derzeit nicht in Verwendung

  - 82, 83 Pasing, Heitmeiersiedlung
  - 84 Germering
  - 85 Gräfelfing
    - 850 Gauting, Buchendorf, Königswiesen, Hausen, Oberbrunn, Unterbrunn, Pentenried, Frohnloh, Hüll
    - 856, 857, 859 Krailling, Stockdorf, Planegg, Martinsried

  - 86 Aubing, Lochhausen, Langwied
  - 87 Neuaubing, Freiham, nordwestliches Lochham
  - 88 Pasing, Heitmeiersiedlung
  - 89 bis Anfang der 90er-Jahre Reserve, danach aufgeteilt
    - 890 Puchheim
    - 891 Obermenzing
    - 892 Allach-Untermenzing
    - 893 Gauting, Buchendorf, Königswiesen, Hausen, Oberbrunn, Unterbrunn, Pentenried, Frohnloh, Hüll
    - 894 Germering
    - 895 Krailling, Stockdorf, Planegg, Martinsried
    - 896 Pasing, Heitmeiersiedlung
    - 897 Aubing, Lochhausen, Langwied, Neuaubing, Freiham, nordwestliches Lochham
    - 898 Gräfelfing
    - 899 Krailling, Stockdorf, Planegg, Martinsried, Gauting, Buchendorf, Königswiesen, Hausen, Oberbrunn, Unterbrunn, Pentenried, Frohnloh, Hüll, Gräfelfing
- 9
  - 90 Feldkirchen, Aschheim, Kirchheim, Landsham, Grub, Neufarn, Parsdorf, Hergolding, Weißenfeld
    - 906, 907, 908 Riem, Dornach (alte sechsstelligen Rufnummern)

  - 91, 92 Arabellapark, Parkstadt Bogenhausen
    - 929 Oberföhring, Johanneskirchen, Englschalking, Daglfing, Feldkirchen, Aschheim, Kirchheim, Landsham, Grub, Neufarn, Parsdorf, Hergolding, Weißenfeld

  - 93 Johanneskirchen östlich der Apenrader Straße, Englschalking, Daglfing
  - 94 Riem, Messestadt, Dornach
    - 949 Messe München

  - 95 Oberföhring, Johanneskirchen westlich der Apenrader Straße
    - 950, 958 Unterföhring

  - 96 Ismaning
  - 97 Flughafen München (ab 1992)
    - 975 Flughafen München GmbH

  - 98 Herkomerplatz, Herzogpark
  - 99 bis Mitte der 90er-Jahre Reserve, danach aufgeteilt
    - 990, 991 Feldkirchen, Aschheim, Kirchheim, Landsham, Grub, Neufarn, Parsdorf, Hergolding, Weißenfeld
    - 992 Oberföhring, Johanneskirchen westlich der Apenrader Straße
    - 993 Johanneskirchen östlich der Apenrader Straße, Englschalking, Daglfing
    - 994 Riem, Messestadt, Dornach
    - 995 Unterföhring
    - 996 Ismaning
    - 997, 998 Herkomerplatz, Herzogpark
    - 999 Arabellapark, Parkstadt Bogenhausen